# Grégoire IV d'Alexandrie
Grégoire IV d'Alexandrie est un  patriarche melkite d'Alexandrie de vers 1398 ? à 1412, ?

## Contexte
On ne connait que son nom